# Marginea
Marginea là một xã thuộc hạt Suceava, România. Dân số thời điểm năm 2002 là 9545 người.